# 버건디 (색)

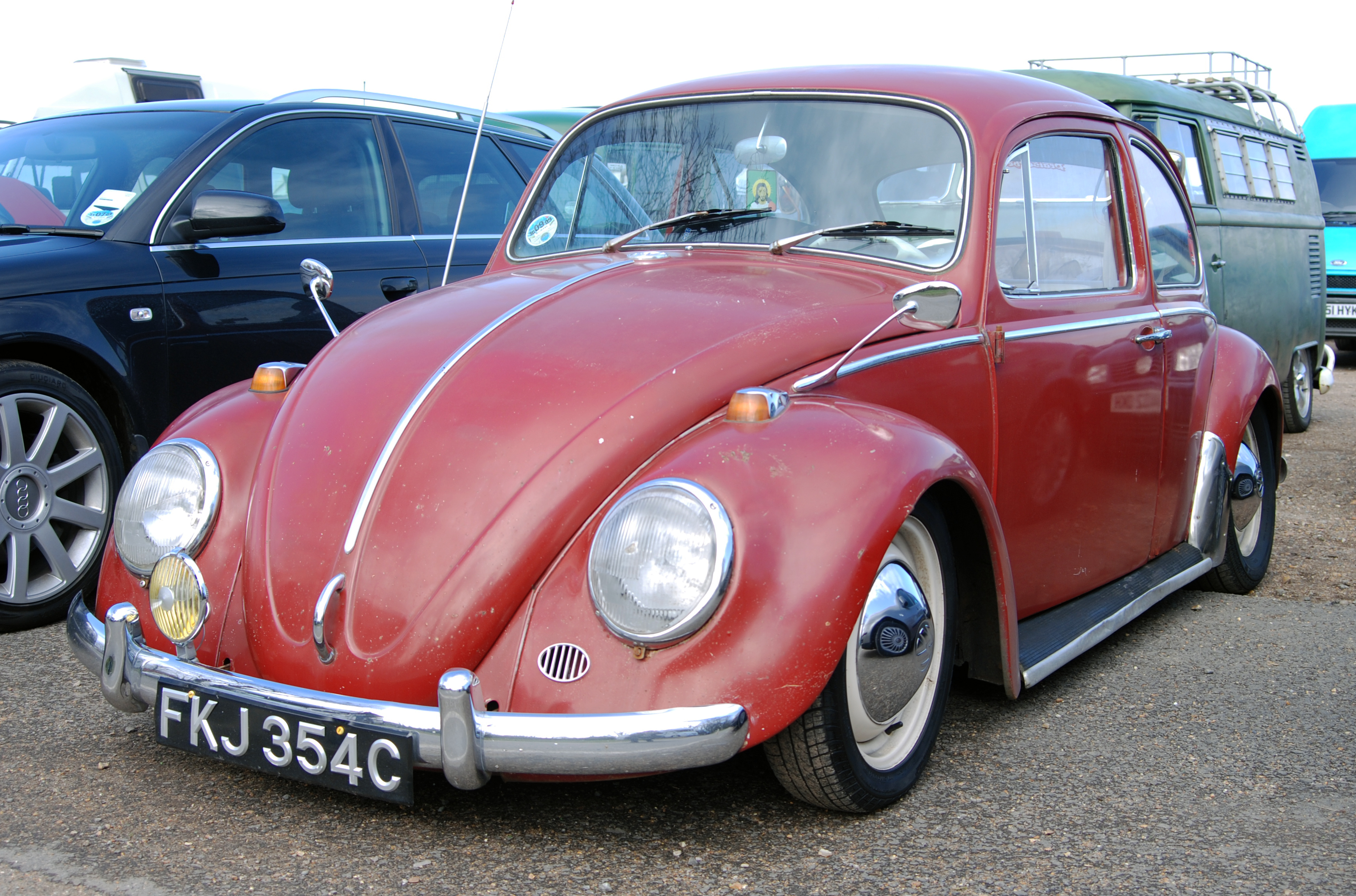

버건디(burgundy, 프랑스어: bourgogne, 부르고뉴)는 빨간색 계열의 색으로, 와인 빛이 난다.

## 유래
부르고뉴는 짙은 붉은 색(dark red) 또는 자주색(purple), 또는 갈색(brown)을 향한 짙은 붉은 자주색이다. 그것은 부르고뉴 와인 (프랑스의 부르고뉴 지역, 고대 독일 부르고뉴 사람들(부르군트인)의 이름을 따서 냄)의 색에서 유래되었다. 프랑스 인들은 다른 와인 지역인 보르도(Bordeaux)를 따라 이 붉은 음영색을 부르기도 한다. 퀘벡 프랑스어에서는 부르고뉴(Bourgogne, IPA: [buʁɡɔɲ] ( 듣기))이다. 색상을 언급 할 때 '버건디'는 일반적으로 이니셜이 대문자가 아니다.

## 계열
|                  |                            |
| 버건디(Burgundy) | 올드 버건디 (Old Burgundy) |

## 클래식 버건디
|                                 |                            |
| 클래식 버건디(Classic Burgundy) | 올드 버건디 (Old Burgundy) |

## 같이 보기
- 부르고뉴 와인
- 스틸 블루